# Maroko na Mistrzostwach Świata w Lekkoatletyce 2015
Maroko na Mistrzostwach Świata w Lekkoatletyce 2015 – reprezentacja Maroka podczas Mistrzostw Świata w Pekinie liczyła 22 zawodników.

## Występy reprezentantów Maroka

### Mężczyźni
| Konkurencja                   | Zawodnik           | Runda 1  | Runda 1 | Półfinał | Półfinał | Finał    | Finał   |
| Konkurencja                   | Zawodnik           | Rezultat | Pozycja | Rezultat | Pozycja  | Rezultat | Pozycja |
| ----------------------------- | ------------------ | -------- | ------- | -------- | -------- | -------- | ------- |
| Bieg na 100 m                 | Aziz Ouhadi        | 10,22    | 30.     | NQ       | NQ       | NQ       | NQ      |
| Bieg na 800 m                 | Nader Belhanbel    | 1:46,23  | 6. Q    | 1:45,28  | 6. q     | 1:47,09  | 7.      |
| Bieg na 800 m                 | Abdelati El Guesse | 1:47,49  | 19.     | NQ       | NQ       | NQ       | NQ      |
| Bieg na 800 m                 | Amin al-Manawi     | 1:45,86  | 2. Q    | 1:46,09  | 11.      | NQ       | NQ      |
| Bieg na 1500 m                | Yassine Bensghir   | 3:43,22  | 27. Q   | 3:44,95  | 21.      | NQ       | NQ      |
| Bieg na 1500 m                | Fouad Elkaam       | 3:40,12  | 19.     | NQ       | NQ       | NQ       | NQ      |
| Bieg na 1500 m                | Abdalaati Iguider  | 3:38,14  | 2. Q    | 3:35,20  | 3. Q     | 3:34,67  | brąz    |
| Bieg na 5000 m                | Othmane El Goumri  | 13:58,06 | 29.     | —        | —        | NQ       | NQ      |
| Bieg na 5000 m                | Younes Essalhi     | DNF      | DNF     | —        | —        | NQ       | NQ      |
| Bieg na 3000 m z przeszkodami | Brahim Taleb       | 8:24,84  | 2. Q    | —        | —        | 8:17,73  | 7.      |
| Bieg na 3000 m z przeszkodami | Hamid Ezzine       | 8:29,26  | 11. q   | —        | —        | 8:25,72  | 11.     |
| Bieg na 3000 m z przeszkodami | Hicham Sigueni     | 8:49,73  | 25.     | —        | —        | NQ       | NQ      |
| Maraton                       | Adil Annani        | —        | —       | —        | —        | DNF      | DNF     |
| Maraton                       | Rachid Kisri       | —        | —       | —        | —        | DNF      | DNF     |

### Kobiety
| Konkurencja                   | Zawodniczka           | Runda 1      | Runda 1 | Półfinał     | Półfinał | Finał    | Finał   |
| Konkurencja                   | Zawodniczka           | Rezultat     | Pozycja | Rezultat     | Pozycja  | Rezultat | Pozycja |
| ----------------------------- | --------------------- | ------------ | ------- | ------------ | -------- | -------- | ------- |
| Bieg na 800 m                 | Malika Akkawi         | 2:00,37 (SB) | 12. Q   | 1:59,03 (SB) | 12.      | NQ       | NQ      |
| Bieg na 800 m                 | Rababe Arafi          | 2:00,37 (PB) | 12. Q   | 1:58,55 (PB) | 6. Q     | 1:58,90  | 4.      |
| Bieg na 1500 m                | Malika Akkawi         | 4:05,85      | 12. q   | 4:16,61      | 15. Q    | 4:16,98  | 12.     |
| Bieg na 1500 m                | Rababe Arafi          | 4:04,17      | 3. Q    | 4:08,19      | 4. Q     | 4:13,66  | 9.      |
| Bieg na 1500 m                | Siham Hilali          | DNF          | DNF     | NQ           | NQ       | NQ       | NQ      |
| Bieg na 400 m przez płotki    | Hayat Lambarki        | 58,05        | 31.     | NQ           | NQ       | NQ       | NQ      |
| Bieg na 3000 m z przeszkodami | Salima El Ouali Alami | 9:28,18      | 11. q   | —            | —        | 9:32,15  | 10.     |
| Bieg na 3000 m z przeszkodami | Hanane Ouhaddou       | DSQ          | DSQ     | —            | —        | NQ       | NQ      |
| Bieg na 3000 m z przeszkodami | Fadwa Sidi Madane     | 9:27,87 (PB) | 9. q    | —            | —        | 9:41,45  | 14.     |
| Maraton                       | Soumiya Labani        | —            | —       | —            | —        | DNF      | DNF     |